# Cahoots (App)
Cahoots – Wer mit Wem? ist eine mobile App, die Verbindungen bekannter deutscher Journalisten mit Thinktanks, Interessengruppen und NGOs darstellt. Der Ausdruck «to be in cahoots (with someone)» bedeutet «(mit jemandem) unter einer Decke stecken», «(mit jemandem) gemeinsame Sache machen», «(mit jemandem) paktieren».
Die App wurde 2014 von Alexander Barnickel und Jonas Bergmeier zunächst anhand von Netzwerkinformationen der medienkritischen Sendung Die Anstalt erstellt, denen die Ergebnisse der Forschungsarbeit Uwe Krügers zugrunde lagen. Kernfunktion der App ist eine Browser-Erweiterung, welche nach der Installation Journalistennamen im Text mit vorliegenden Verbindungen zu Nichtregierungsorganisationen und Interessenverbänden markiert, die Art der Verbindung anzeigt und auf die zugrundeliegenden Quellen verweist. Der Quellcode der App ist online zugänglich, sodass Internetnutzer sie bearbeiten können.

## Rezeption
Die taz urteilt: „Cahoots trifft einen Nerv, es könnte einen wichtigen Schritt hin zu der längst überfälligen Debatte um Transparenz im Journalismus markieren.“ Allerdings bleibe die Frage offen, inwiefern Zugehörigkeiten schon Abhängigkeiten begründen könnten. Die Software wurde nach Darstellung von Deutschlandradio Kultur allgemein als sinnvolles Werkzeug für mehr Transparenz im Journalismus begrüßt. Die Schweizer Medienwoche beurteilte die App als ein Hilfsmittel, um die Einordnung der Interessenbindung der Journalisten zu erleichtern. Das Hamburger Abendblatt kritisiert die Darstellung der Verbindungen, da sie Fehlinformationen verbreite.